# 1270

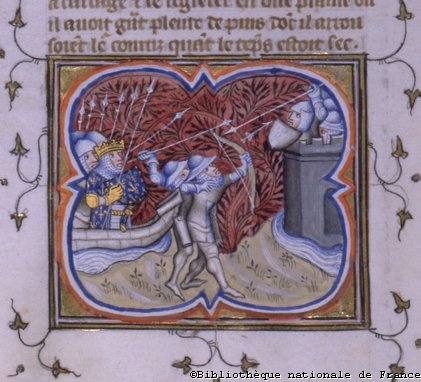
Beleg van Tunis

Het jaar 1270 is het 70e jaar in de 13e eeuw volgens de christelijke jaartelling.

## Gebeurtenissen
- Achtste Kruistocht
  - juli: Lodewijk IX van Frankrijk steekt van Sicilië over naar Afrika en valt Tunis aan
  - 25 augustus - Lodewijk IX sterft tijdens het beleg van Tunis. Zijn broer Karel van Anjou, net een dag eerder aangekomen, neemt het bevel over.
  - 30 oktober - Karel van Anjou sluit een verdrag met de sultan van Tunis. De christenen krijgen handelsrechten met de stad en christelijke geestelijken mogen zich in de stad vestigen.
- Yekuno Amlak wordt keizer van Ethiopië. Begin van de Salomonsdynastie die tot de 20e eeuw over Ethiopië blijft heersen.
- Baraq, kan van het kanaat van Chagatai, valt het il-kanaat binnen, maar wordt verslagen.
- Phagspa krijgt de titel van Keizerlijk leermeester.
- 1 september - Gravin Margaretha II van Vlaanderen laat beslag leggen op alle bezittingen van Engelse kooplieden vanwege achterstallige betalingen van een beursloon dat al rond 1066 was aangegaan door de Engelse koningen.
  - 24 september - Hendrik III van Engeland reageert op de gebeurtenissen in Vlaanderen door de Vlaamse handelaren in Engeland te arresteren en hun goederen en schepen in beslag te nemen.
- Lodewijk IX stelt het ambt van Admiraal van Frankrijk in.
- Jan II van Avesnes trouwt met Filippa van Luxemburg
- oudst bekende vermelding: Hichtum, Koksijde

## Kunst en literatuur
- geschreven: Karel ende Elegast (jaartal bij benadering)
- gebouwd: Chenghuangtempel van Beijingducheng

## Opvolging
- Armenië - Hethum I opgevolgd door zijn zoon Leo III
- Frankrijk - Lodewijk IX opgevolgd door zijn zoon Filips III
- Georgië - David VII Oeloe opgevolgd door zijn zoon Demetrius II
- Hongarije - Bela IV opgevolgd door zijn zoon Stefanus V
- Navarra en Champagne - Theobald II opgevolgd door zijn broer Hendrik I
- Waldeck - Adolf I opgevolgd door zijn kleinzoon Adolf II

## Afbeeldingen

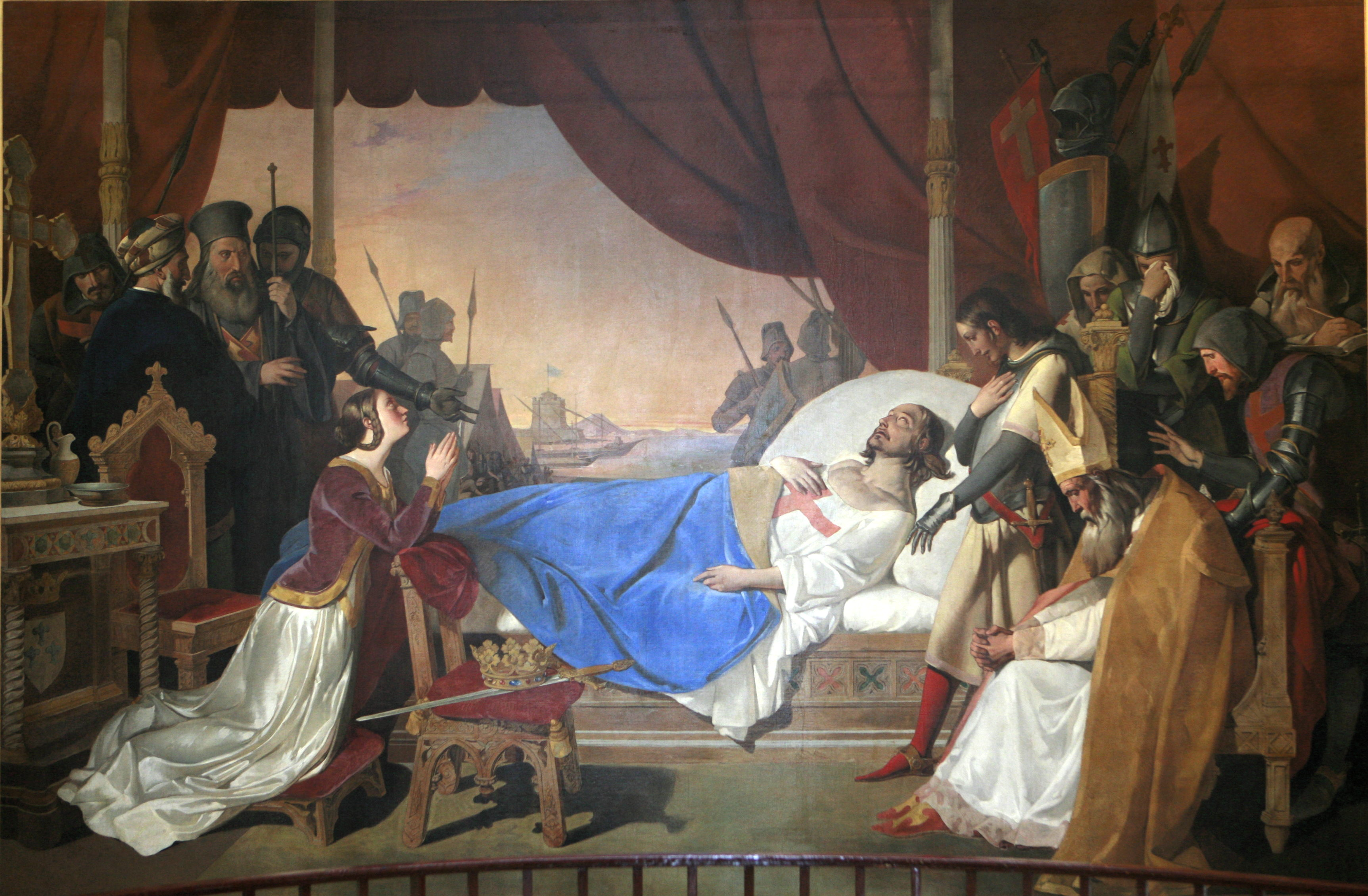
Lodewijk IX op zijn sterfbed
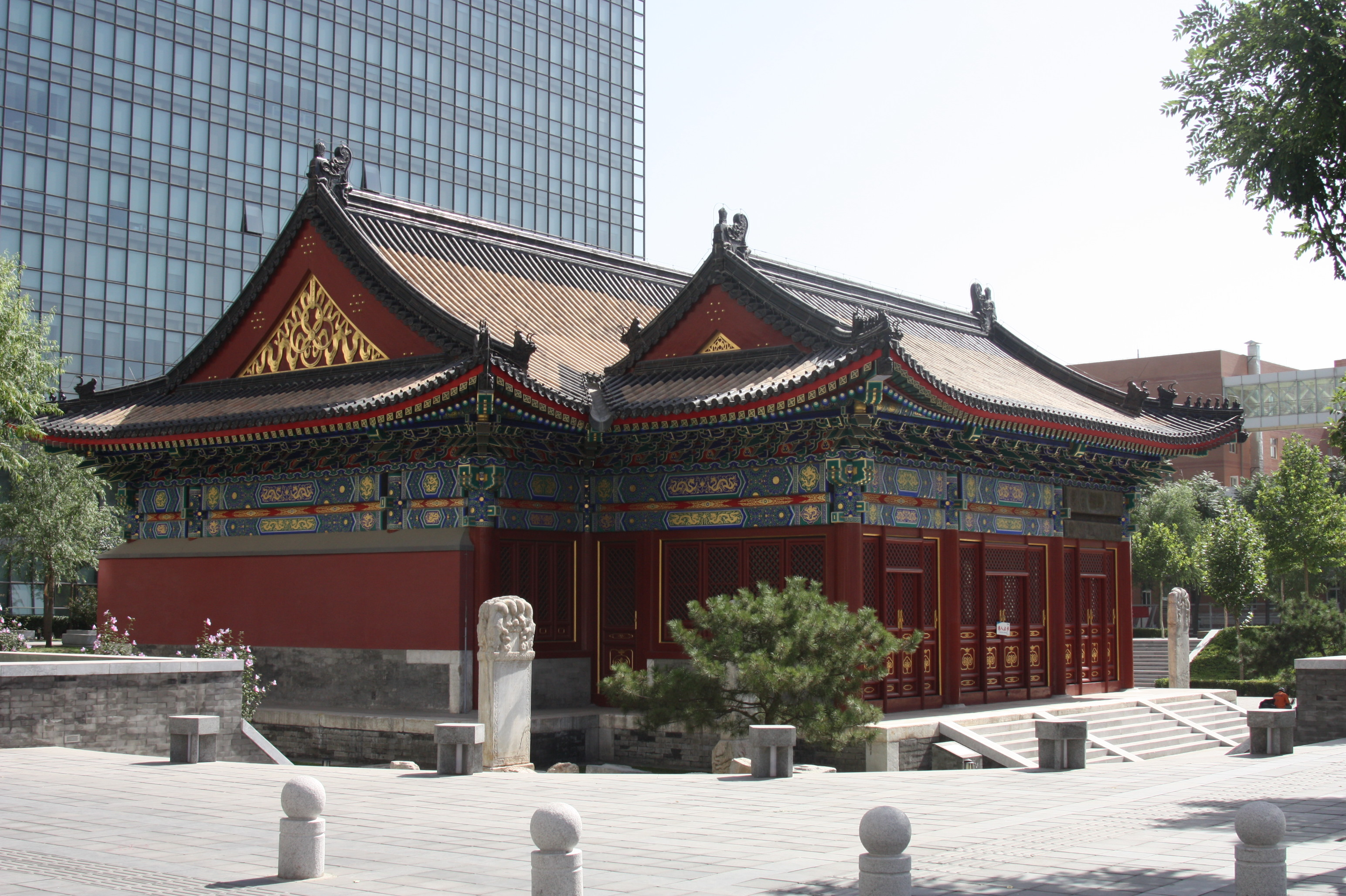
Chenghuangtempel van Beijing
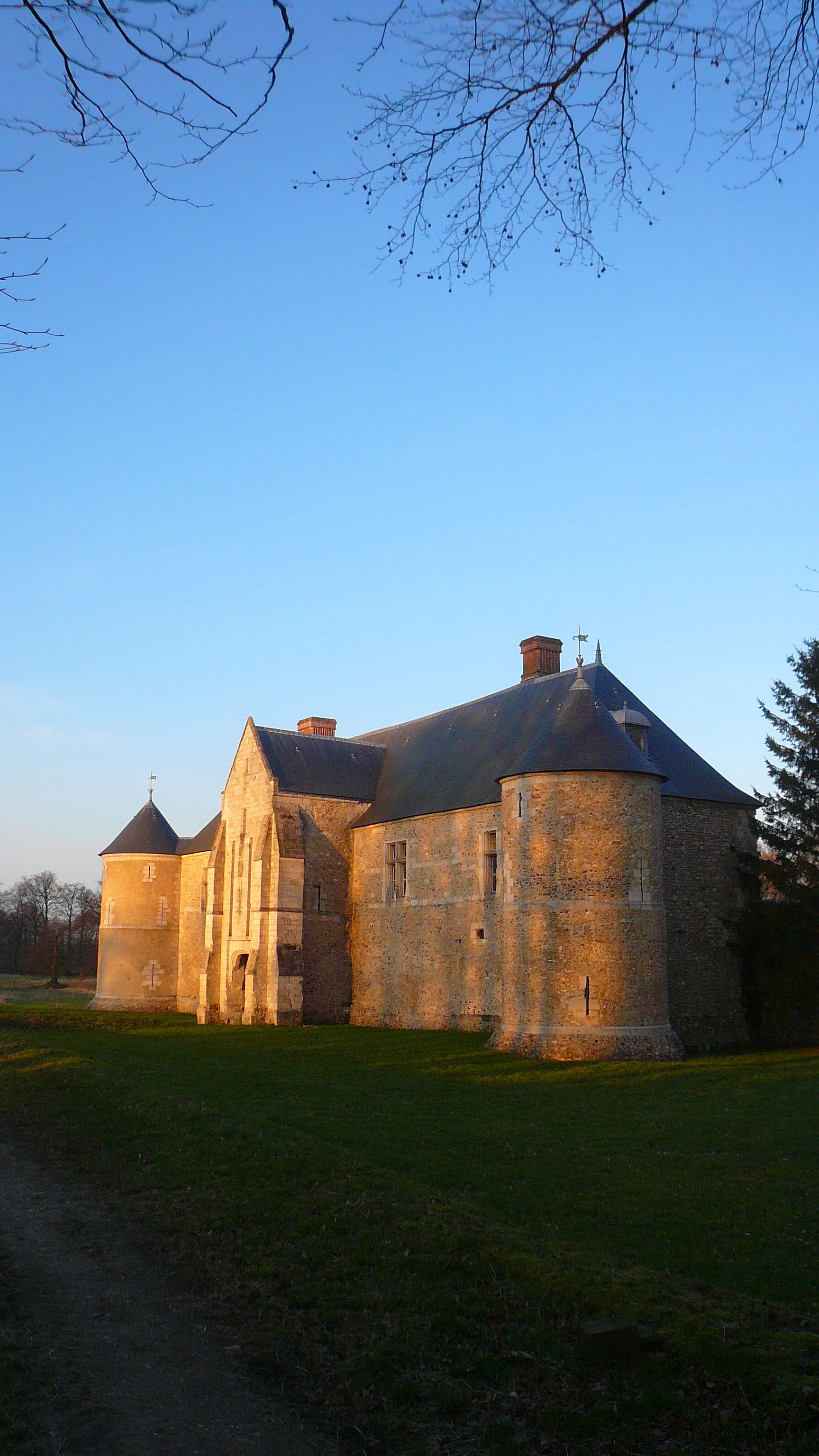
Manoir du Catel, gebouwd 1270

## Geboren
- 12 maart - Karel van Valois, Frans prins en edelman
- Alfons de la Cerda, Spaans prins
- Haakon V, koning van Noorwegen (1299-1319)
- Folgóre da San Gimignano, Italiaans dichter (jaartal bij benadering)
- Hélion de Villeneuve, grootmeester van de Orde van Sint Jan (jaartal bij benadering)
- Hendrik I van Nassau-Siegen, graaf van Nassau-Siegen (jaartal bij benadering)
- Mathilde van Artesië, Frans edelvrouw (jaartal bij benadering)

## Overleden
- 27 april - Wladislaus van Silezië (~32), bisschop van Salzburg
- 3 mei - Bela IV (63), koning van Hongarije (1235-1270)
- 20 augustus - Jean de Courtenay-Champignelles, aartsbisschop van Reims
- 25 augustus - Lodewijk IX (56), koning van Frankrijk (1226-1270)
- Hugh Bigod (~61), Engels edelman
- Maria Laskarina (~63), echtgenote van Bela IV
- Theobald II, koning van Navarra (1253-1270)
- Geeraard de Duivel, Vlaams ridder (jaartal bij benadering)
- Hethum I, koning van Armenië (1226-1270) (jaartal bij benadering)
- Johan I van Oldenburg, Duits edelman (jaartal bij benadering)
- Nachmanides, Spaans rabbijn (jaartal bij benadering)
- Otto van Everstein, Duits geestelijke (jaartal bij benadering)
- Toros Roslin, Armeens boekillustrator (jaartal bij benadering)

## In fictie
- 1270 is het beginjaar voor de historisch televisieserie Dynastie der kleine luyden